# Tấm Cám
Tấm Cám là một câu chuyện cổ tích Việt Nam thuộc thể loại truyện cổ tích thần kì. Dù có nhiều dị bản, câu chuyện này phản ánh những mâu thuẫn trong gia đình, đặc biệt là mối quan hệ mẹ kế - con chồng; cuộc đấu tranh giữa và cái thiện thắng cái ác của người Việt.
Tấm Cám có cốt truyện gần giống với Cô bé Lọ Lem của Châu Âu và chúng đều được nhận định là cũng thuộc mô típ câu chuyện cổ về Rhodopis, một kỹ nữ thời Hy Lạp đã được một vị Pharaon cưới làm vợ do vô tình để rớt chiếc giày của mình.

## Nhân vật chính
- Cô Tấm: cái tên Tấm có nghĩa là hạt gạo đã bị vỡ thành các mảnh nhỏ, gọi là hạt tấm. Tấm có thể được dùng để nấu ăn như gạo.
- Cô Cám: cái tên Cám có nghĩa là phần vỏ mỏng bao quanh hạt gạo (dưới lớp vỏ trấu), thường được xát ra khi xay xát gạo và bỏ đi hoặc cho lợn ăn. Từ cám cũng dùng để chỉ chung thức ăn cho lợn.
- Dì ghẻ: mẹ của Cám, kế của Tấm tên là Tâm. Theo một số dị bản, cả hai chị em là sinh đôi nên không có nhân vật này. Thay vào đó nhân vật đày đọa Tấm/Cám lại là Người cha.
- Ông Bụt: đây là phiên âm của từ Buddha, nghĩa là Phật. Tuy nhiên, truyện tranh và phim ảnh đa phần lại miêu tả hình dáng bụt trong truyện Tấm Cám như một ông tiên chứ không phải Phật.
- Nhà vua: dị bản lại là Hoàng tử hoặc Vương tử.
- Bà lão: bà lão hàng nước, mẹ nuôi của Tấm.

## Bản Tấm Cám phổ thông[3]

### Đoạn đầu
Ngày xưa, có Tấm và Cám là hai chị em cùng cha khác mẹ. Hai chị em suýt soát tuổi nhau. Tấm là con vợ đầu, Cám là con vợ kế. Mẹ Tấm đã mất từ hồi Tấm còn bé, cha Tấm đi thêm bước nữa. Sau đó mấy năm thì cha Tấm cũng mất. Tấm ở với dì ghẻ là mẹ của Cám. Nhưng dì ghẻ của Tấm là người rất cay nghiệt. Hàng ngày, Tấm phải làm lụng luôn canh, hết chăn trâu, gánh nước, đến thái khoai, vớt bèo; đêm lại còn xay lúa giã gạo mà không hết việc. Trong khi đó thì Cám được mẹ nuông chiều, được ăn trắng mặc trơn, suốt ngày quanh quẩn ở nhà không phải làm việc nặng.
Một hôm người dì ghẻ đưa cho hai chị em mỗi người một cái giỏ bảo ra đồng bắt con tôm cái tép. Mụ ta hứa hẹn: "Hễ đứa nào bắt được đầy giỏ thì thưởng cho một cái yếm đỏ!". Ra đồng, Tấm nhờ mò cua bắt ốc đã quen nên chỉ một buổi là được đầy giỏ vừa cá vừa tép. Còn Cám thì đủng đỉnh dạo hết ruộng nọ sang ruộng kia, mãi đến chiều vẫn không được gì. Thấy Tấm bắt được một giỏ đầy, Cám bảo chị:
- Chị Tấm ơi, chị Tấm! Đầu chị lấm, chị hụp cho sâu, kẻo về mẹ mắng!
Tin là thật, Tấm bèn xuống ao lội ra chỗ sâu tắm rửa. Cám thừa dịp trút hết tép của Tấm vào giỏ của mình rồi ba chân bốn cẳng về trước. Lúc Tấm bước lên chỉ còn giỏ không, bèn ngồi xuống bưng mặt khóc hu hu. Bấy giờ Bụt đang ngồi trên tòa sen, bỗng nghe tiếng khóc của Tấm liền hiện xuống hỏi:
- Vì sao con khóc?
Tấm kể sự tình cho Bụt nghe. Bụt bảo:
- Thôi con hãy nín đi! Con thử nhìn vào giỏ xem còn có gì nữa không?
Tấm nhìn vào giỏ rồi nói:
- Chỉ còn một con cá bống
- Con đem con cá bống ấy về nhà thả xuống giếng mà nuôi. Mỗi bữa, đáng ăn ba bát thì con ăn hai, còn một đem thả xuống cho bống. Mỗi lần cho ăn, con nhớ gọi như thế này:
Bống bống, bang bang
Lên ăn cơm vàng cơm bạc nhà ta,
Chớ ăn cơm hẩm, cháo hoa nhà người.
Bụt còn nói thêm:
- Không gọi đúng như thế nó không lên, con nhớ lấy!
Nói xong là Bụt biến mất. Tấm theo lời Bụt thả bống xuống giếng. Rồi từ hôm ấy trở đi, cứ sau bữa ăn, Tấm đều để dành cơm giấu đưa ra cho bống. Mỗi lần nghe lời Tấm gọi, bống lại ngoi lên mặt nước đớp những hạt cơm của Tấm ném xuống. Người và cá ngày một quen nhau, và bống ngày một lớn lên trông thấy. Thấy Tấm sau mỗi bữa ăn thường mang cơm ra giếng, mụ dì ghẻ sinh nghi, bèn bảo Cám đi rình. Cám nấp ở bụi cây bên bờ giếng nghe Tấm gọi bống, bèn nhẩm cho thuộc rồi về kể lại cho mẹ nghe.
Tối hôm ấy mụ dì ghẻ bảo Tấm sáng mai dậy sớm chăn trâu, và dặn:
- Con ơi con! Làng đã bắt đầu cấm đồng rồi đấy. Mai con đi chăn trâu, phải chăn đồng xa, chớ chăn đồng nhà, làng bắt mất trâu
Tấm vâng lời, sáng hôm sau đưa trâu đi ăn thật xa. Ở nhà mẹ con Cám mang bát cơm ra giếng, cũng gọi bống lên ăn y như Tấm gọi. Nghe lời gọi, bống ngoi lên mặt nước. Mẹ con Cám đã chực sẵn, bắt lấy bống đem về làm thịt. Đến chiều Tấm dắt trâu về, sau khi ăn uống xong Tấm lại mang bát cơm để dành ra giếng. Tấm gọi mãi nhưng chẳng thấy bống ngoi lên như mọi khi. Tấm gọi mãi, gọi mãi, cuối cùng chỉ thấy một cục máu nổi lên mặt nước. Biết có sự chẳng lành cho bống, Tấm òa lên khóc. Bụt lại hiện lên, hỏi:
- Con làm sao lại khóc?
Tấm kể sự tình cho Bụt nghe, Bụt bảo:
- Con bống của con người ta đã ăn thịt mất rồi. Thôi con hãy nín đi. Rồi về nhặt lấy xương nó, kiếm bốn cái lọ bỏ vào, đem chôn xuống dưới bốn chân giường con nằm.
Tấm trở về theo lời dặn của Bụt đi tìm xương bống, nhưng tìm mãi các xó vườn góc sân mà không thấy đâu cả. Một con gà thấy thế, bảo Tấm:
 - Cục ta cục tác! Cho ta nắm thóc, ta bới xương cho!
Tấm bốc nắm thóc ném cho gà. Gà chạy vào bếp bới một lúc thì được xương ngay. Tấm bèn nhặt lấy bỏ vào lọ và đem chôn dưới chân giường như lời Bụt dặn.

### Đi lễ hội
Ít lâu sau, nhà vua mở hội luôn mấy đêm ngày. Già trẻ trai gái các làng đều nô nức đi xem. Trên các nẻo đường, quần áo mớ ba mớ bảy dập dìu tuôn về kinh như nước chảy. Hai mẹ con Cám cũng sắm sửa quần áo đẹp để đi trẩy hội. Thấy Tấm cũng muốn đi, mụ dì ghẻ nguýt dài. Sau đó dì lấy một đấu gạo trộn lẫn với một đấu thóc, bảo Tấm:
- Mày hãy nhặt cho xong chỗ gạo này rồi đi, đừng có bỏ dở, về không có gì để thổi cơm, chết với bà
Nói đoạn, hai mẹ con quần áo xúng xính lên đường, Tấm ngồi nhặt một lúc mà chưa được một nữa, nghĩ rằng không biết bao giờ mới nhặt xong,Tấm buồn bã, bèn khóc một mình. Giữa lúc ấy Bụt hiện lên, hỏi:
- Con làm sao lại khóc?
Tấm chỉ vào cái thúng, thưa:
- Dì con bắt phải nhặt thóc cho ra thóc, gạo ra gạo, rồi mới được đi xem hội. Lúc nhặt xong thì hội đã tan rồi, còn gì nữa mà xem
Bụt bảo:
- Con đừng khóc nữa. Con mang cái thúng đặt ra giữa sân, để ta sai một đàn chim sẻ xuống nhặt giúp.
- Nhưng ngộ chim sẻ ăn mất thì khi về con vẫn cứ bị đòn.
- Con cứ bảo chúng thế này:
Rặt rặt (tức chim sẻ) xuống nhặt cho tao,
Ăn mất hạt nào thì tao đánh chết.
Tự nhiên ở trên không có một đàn chim sẻ đáp xuống sân nhặt thóc ra một đằng, gạo ra một nẻo. Chúng nó lăng xăng ríu rít chỉ trong một lát đã làm xong, không sót  một hạt. Nhưng khi chim sẻ đã bay đi rồi, Tấm lại nức nở khóc. Bụt lại hỏi:
- Con làm sao còn khóc nữa?
- Quần áo con rách rưới quá, người ta không cho con vào xem hội
- Con hãy đào những cái lọ xương bống đã chôn ngày trước lên thì sẽ có đủ mọi thứ cho con trẩy hội
Tấm vâng lời, đi đào các lọ lên. Đào lọ thứ nhất lấy ra được một bộ áo mớ ba, một cái xống lụa, một cái yếm lụa điều và một cái khăn nhiễu. Đào lọ thứ hai lấy được một đôi giày thêu, đi vừa như in. Lọ thứ ba đào lên thì thấy một con ngựa bé tí, nhưng vừa đặt con ngựa xuống đất bỗng chốc nó hí vang lên và biến thành ngựa thật. Đào đến lọ cuối cùng thì lấy ra được một bộ yên cương xinh xắn.
Tấm mừng quá vội tắm rửa rồi thắng bộ vào, đoạn cưỡi ngựa mà đi. Ngựa phóng một chốc đã đến kinh đô. Nhưng khi phóng qua một chỗ lội, Tấm đánh rơi một chiếc giày xuống nước không kịp nhặt. Khi ngựa dừng lại ở đám hội, Tấm lấy khăn gói chiếc giày còn lại rồi chen vào biển người. Giữa lúc ấy thì đoàn xa giá cũng vừa tiến đến chỗ lội. Hai con voi ngự dẫn đầu đoàn đến đây tự nhiên cắm ngà xuống đất kêu rống lên không chịu đi. Vua sai quân lính xuống nước thử tìm xem; họ nhặt ngay được chiếc giày thêu của Tấm đánh rơi lúc nãy. Vua ngắm nghía chiếc giày không chán mắt, bụng bảo dạ:
- Chà, một chiếc giày thật xinh! Người đi giày này hẳn phải là trang tuyệt sắc
Lập tức vua hạ lệnh cho rao mời tất cả đám đàn bà con gái đi xem hội đến ướm thử, hễ ai đi vừa chiếc giày thì vua sẽ lấy làm vợ. Đám hội lại càng náo nhiệt vì các bà, các cô chen nhau đến chỗ thử giày. Cô nào cô ấy lần lượt kéo vào ngôi lầu giữa bãi cỏ rộng để ướm thử một tý cầu may. Nhưng chả có một chân nào đi vừa cả. Mẹ con Cám cũng trong số đó. Khi Cám và dì ghẻ bước ra khỏi lầu thì gặp Tấm. Cám mách mẹ:
- Mẹ ơi, ai như chị Tấm cũng đi thử giày đấy!
Mụ dì ghẻ của Tấm bĩu môi:
- Chuông khánh còn chẳng ăn ai, nữa là mảnh chĩnh vứt ngoài bờ tre!
Nhưng khi Tấm đặt chân vào giày thì vừa như in. Nàng mở khăn lấy chiếc thứ hai đi vào. Hai chiếc giày giống nhau như đúc. Bọn lính hầu hò reo vui mừng. Lập tức vua sai đoàn thị nữ rước nàng vào cung. Tấm bước lên kiệu trước con mắt ngạc nhiên và hằn học của mẹ con Cám.

### Trở về nhà và bị giết
Tuy sống trong hoàng cung, Tấm vẫn không quên ngày giỗ cha. Nàng xin phép vua trở về nhà để soạn cỗ cúng giúp dì. Mẹ con con Cám thấy Tấm sung sướng thì ghen ghét để bụng. Nay thấy Tấm về, lòng ghen ghét lại bừng bừng bốc lên. Nghĩ ra được một mưu, mụ dì ghẻ bảo Tấm:
- Trước đây con quen trèo cau, con hãy trèo hái  lấy một buồng để cúng bố
Tấm vâng lời trèo lên cây cau. Lúc lên đến sát buồng thì ở dưới mụ dì ghẻ cầm dao đẵn gốc. Thấy cây rung chuyển, Tấm hỏi:
- Dì làm gì dưới gốc thế?
- Gốc cau lắm kiến, dì đuổi kiến cho nó khỏi lên đốt con
Nhưng Tấm chưa kịp xé cau thì cây đã đổ, Tấm ngã lộn cổ xuống ao, chết. Mụ dì ghẻ vội vàng lột áo quần của Tấm cho con mình mặc vào rồi đưa vào cung nói dối với vua rằng Tấm không may bị rơi xuống ao chết đuối, nay đưa em vào để thế chị. Vua nghe nói trong bụng không vui nhưng vẫn không nói gì cả. Lại nói chuyện Tấm chết hóa thành chim vàng anh. Chim bay một mạch về kinh đến vườn ngự rồi bay thẳng vào cung đậu ở cửa sổ, hót lên rất vui tai. Vua đi đâu, chim bay đến đó. Vua đang nhớ Tấm không nguôi, thấy chim quyến luyến theo mình, vua bảo:
- Vàng ảnh vàng anh, có phải vợ anh, chui vào tay áo
Chim vàng anh bay lại đậu vào tay vua, rồi rúc vào tay áo. Vua yêu quý vàng anh quên cả ăn ngủ. Vua sai làm một cái lồng bằng vàng cho chim ở. Từ đó, ngày đêm vua chỉ mê mải với chim không tưởng đến Cám.
Một hôm, thấy Cám đang ngồi giặt áo cho vua ở giếng, vàng anh dừng lại trên một cành cây, bảo:
- Giặt áo chồng tao thì giặt cho sạch, giặt mà không sạch, tao rạch mặt cho
Đoạn Cám định dọa giết chim vàng anh, chim lại kêu lên lúc Cám định phơi áo:
- Phơi áo chồng tao phơi lao phơi sào, chớ phơi bờ rào, rách áo chồng tao
Cám vội về nhà mách mẹ. Mẹ nó bảo cứ bắt chim làm thịt ăn rồi kiếm điều nói dối vua. Trở lại cung vua, Cám nhân lúc vua đi vắng, bắt chim làm thịt ăn, rồi vứt lông chim ở ngoài vườn. Thấy mất vàng anh, vua hỏi, Cám đáp:
- Thiếp có mang thèm ăn thịt chim nên trộm phép bệ hạ đã giết thịt ăn mất rồi. Xin bệ hạ minh xét
Vua không nói gì cả. Lông chim vàng anh chôn ở vườn hóa ra hai cây xoan đào. Khi vua đi chơi vườn ngự, cành lá của chúng sà xuống che kín thành bóng tròn như hai cái lọng. Vua thấy cây đẹp rợp bóng, sai lính hầu mắc võng vào hai cây rồi nằm chơi hóng mát. Khi vua đi khỏi thì cành cây lại vươn thẳng trở lại. Từ đó, không ngày nào là vua không ra nằm hóng mát ở hai cây xoan đào.
Cám biết chuyện lại về mách mẹ. Mẹ nó bảo cứ sai thợ chặt cây làm khung cửi rồi kiếm điều nói dối vua. Về đến cung, nhân một hôm gió bão, Cám sai thợ chặt hai cây xoan đào lấy gỗ đóng khung cửi. Thấy cây bị chặt, vua hỏi thì Cám đáp:
- Cây bị đổ vì bão, thiếp sai thợ chặt làm khung cửi để dệt áo cho bệ hạ
Nhưng khi khung cửi đóng xong, Cám ngồi vào dệt lúc nào cũng nghe thấy tiếng khung cửi rủa mình:
Cót ca cót két,
Lấy tranh chồng chị,
Chị khoét mắt ra.
Thấy vậy con Cám sợ hãi vội về mách mẹ. Mẹ nó bảo đốt quách khung cửi rồi đem tro đi đổ cho rõ xa để được yên tâm. Về đến cung, Cám làm như lời mẹ nói. Nó mang tro đã đốt đem đi đổ ở lề đường cách xa hoàng cung.

### Đoạn kết
Đống tro bên đường lại mọc lên một cây thị cao lớn, cành lá sum suê. Đến mùa có quả, cây thị chỉ đậu được có một quả, nhưng mùi thơm tỏa ngát khắp nơi. Một bà lão hàng nước ở gần đó một hôm đi qua dưới gốc ngửi thấy mùi thơm, ngẩng đầu nhìn lên thấy quả thị trên cành cao, bèn giơ bị ra nói lẩm bẩm:
- Thị ơi, thị rụng bị bà, bà để bà ngửi, chứ bà không ăn
Bà lão vừa dứt lời thì quả thị rụng ngay xuống đúng vào bị. Bà lão nâng niu đem về nhà cất trong buồng, thỉnh thoảng lại vào ngắm nghía và ngửi mùi thơm.
Ngày nào bà lão cũng đi chợ vắng. Từ trong quả thị chui ra một cô gái thân hình bé nhỏ như ngón tay nhưng chỉ trong chớp mắt đã biến thành Tấm. Tấm vừa bước ra đã cầm lấy chổi quét dọn nhà cửa sạch sẽ, rồi đi vo gạo thổi cơm, hái rau ở vườn nấu canh giúp bà hàng nước. Đoạn Tấm lại thu hình bé nhỏ như cũ rồi chui vào vỏ quả thị. Lần nào đi chợ về, bà lão cũng thấy nhà cửa ngăn nắp, cơm ngon canh ngọt sẵn sàng thì lấy làm lạ.
Một hôm bà hàng nước giả vờ đi chợ, đến nửa đường lại lén trở về, rình ở bụi cây sau nhà. Trong khi đó, Tấm từ quả thị chui ra rồi cũng làm các việc như mọi lần. Bà lão rón rén lại nhìn vào các khe cửa. Khi thấy một cô gái xinh đẹp thì bà mừng quá, bất thình lình xô cửa vào ôm choàng lấy Tấm, đoạn xé vụn vỏ thị. Từ đó Tấm ở với bà hàng nước, hai người thương yêu nhau như hai mẹ con. Hàng ngày Tấm giúp bà lão các việc thổi cơm, nấu nước, gói bánh, têm trầu để cho bà ngồi bán hàng.
Một hôm vua đi chơi ra khỏi hoàng cung. Thấy có quán nước bên đường sạch sẽ bèn ghé vào. Bà lão mang trầu nước dâng lên vua. Thấy trầu têm cánh phượng, vua sực nhớ tới trầu vợ mình têm ngày trước cũng y như vậy, liền phán hỏi:
- Trầu này ai têm?
- Trầu này con gái già têm, bà lão đáp.
- Con gái của bà đâu, gọi ra đây cho ta xem mặt
Bà lão gọi Tấm ra, Tấm vừa xuất hiện, vua nhận ra ngay vợ mình ngày trước, có phần trẻ đẹp hơn xưa. Vua mừng quá, bảo bà hàng nước kể lại sự tình, rồi truyền cho quân hầu đưa kiệu rước Tấm về cung.
Cám thấy Tấm trở về được vua yêu như xưa thì nó không khỏi sợ hãi. Một hôm Cám hỏi chị:
- Chị Tấm ơi chị Tấm, chị làm thế nào mà đẹp thế?
Tấm không đáp, chỉ hỏi lại:
- Có muốn đẹp không để chị giúp!
Cám bằng lòng ngay. Tấm sai quân hầu đào một cái hố sâu và đun một nồi nước sôi. Tấm bảo Cám xuống hố rồi sai quân hầu dội nước sôi vào hố. Cám chết, Tấm sai đem xác làm mắm bỏ vào chĩnh gửi cho mụ dì ghẻ, nói là quà của con gái mụ gửi biếu. Mẹ Cám tưởng thật lấy mắm ra ăn, bữa nào cũng nức nở khen ngon. Một con quạ ở đâu bay đến đậu trên nóc nhà kêu rằng:
- Ngon ngỏn ngòn ngon! Mẹ ăn thịt con, có còn xin miếng?
Mẹ Cám giận lắm, chửi mắng ầm ĩ rồi vác sào ra đuổi quạ. Nhưng đến ngày mắm gần hết, khi dòm vào chĩnh, mụ thấy đầu lâu của con thì lăn đùng ra chết.
| “                                                                                          | Truyện trên do người miền Bắc kể, trong đó có vài chi tiết mỗi nơi một khác. Ví dụ câu nói của vàng anh với Cám khi Cám giặt áo cho vua, người Nghệ An có nơi kể là: - Giặt áo chồng tao, thì giặt cho sạch, nhược bằng không sạch, tao rạch mặt ra. - Phơi áo chồng tao, thì phơi bằng sào, đừng phơi bờ rào, tao cào mặt ra. Hay là câu của quạ: - Ngon ngỏn ngòn ngon, ăn cả thịt con, thực ngon lắm phỏng? | ” |
| — Nhận xét của Nguyễn Đổng Chi trong Kho tàng truyện cổ tích Việt Nam, phần truyện Tấm Cám | |   |

Để đề cao tinh thần nhân đạo, một số nhà xuất bản sách thường lược bỏ hoặc thay đổi chi tiết cuối của truyện. Ví dụ như chi tiết Tấm lập mưu giết chết Cám và cho mẹ ghẻ ăn thịt chính con mình đã được lược bỏ. Hoặc có bản khác kể rằng: Tấm tha tội cho hai mẹ con Cám nhưng trên đường về nhà, ông trời không dung tha cho tội ác của bọn họ nên sai thiên lôi cho sấm sét đánh chết. Trong lần biên tập năm 2011, Nhà xuất bản Giáo dục cũng đã lược bỏ chi tiết Tấm đun nước sôi giết chết Cám trong SGK Ngữ Văn 10.

## Các phiên bản cổ hơn

### Cô Tấm làng Mai
Quê hương của 2 chị em Tấm Cám trong truyện cổ tích được nhắc đến là làng Mai. Ngày nay có rất nhiều lời bài hát hoặc thơ ca khen ngợi những người con gái hiền lành đảm đang được ví như "Cô Tấm Làng Mai". Làng Mai thuộc xã Thanh Mai, huyện Thanh Oai, Hà Nội ngày nay.
Làng Mai hiện còn lưu truyền một dị bản về câu chuyện Tấm Cám như sau: chuyện kể rằng một lần Hoàng tử nhà Đinh về Hội làng Mai, tình cờ nhặt được một chiếc hài gấm rất đẹp. Hoàng tử đã tìm được người con gái đánh rơi hài, cho là duyên kỳ ngộ nên cưới làm Hoàng tử phi. Đó là cô Tấm làng Mai. Trong Hội làng Mai bây giờ, khi các bà người làng Mai vào dâng rượu, dâng hương lên Đinh Tiên Hoàng, đều đội khăn xếp màu vàng, mặc áo lụa vàng, chân đi hài gấm, mô phỏng cô Tấm ngày xưa.

### Phiên bản thần tích Ỷ Lan phu nhân
Ở vùng Bắc Ninh thì truyện Tấm Cám được truyền tụng như là lịch sử Thái phi Ỷ Lan. Quyển Lý triều đệ tam hoàng hậu sự tích đã chép truyện bà Ỷ Lan gắn liền với nhân vật Cám (khác với truyện trên, ở đây gọi ngược lại Tấm là Cám và Cám là Tấm. Ỷ Lan thái phi là Cám) và tước bỏ đi nhiều chi tiết của truyện dân gian.
Ở làng Thổ Lỗi (hay Siêu Loại), huyện Gia Lâm, có ông Lê Công Thiết và vợ là Vũ Thị Tinh chuyên trồng dâu nuôi tằm. Một đêm vợ nằm chiêm bao thấy mình nuốt mặt trăng, sau đó sinh một cô gái tên là Cám (hoặc Khiết Nương). Vợ chết, chồng lấy vợ kế là Chu thị, sinh một gái khác là Tấm. Thế rồi, câu chuyện cũng diễn ra với đủ các tình tiết bắt cá, nuôi bống và nhặt xương bống chôn chân giường đúng như truyện trên vừa kể, chỉ có khác ở chỗ Bụt lại là nhà sư Đại Liên, tu ở chùa Linh-nhân. Và điều khác thứ hai đáng lưu ý là xương bống chôn một trăm ngày đào lên được một đôi hài quý, nhưng khi Cám phơi đôi hài, thì một con quạ thần trông thấy, cắp lấy một chiếc bay đến kinh đô rồi thả xuống sân điện. Vua bấy giờ là Lý Thánh Tông chưa có con, cho đấy là điềm lành, bèn loan báo cho đàn bà con gái khắp nơi đi ướm hài.
Từ đây truyện phát triển hoàn toàn khác với cổ tích nói trên. Vua đi cầu tự ở chùa, xa giá đến đâu mọi người đua nhau đi xem đến đấy. Chỉ có Cám vẫn chăm chỉ hái dâu. Một ông hàng dầu thấy một đám mây che trên đầu Cám, bèn mách cho quan quân biết. Vua cho gọi Cám đến hỏi tại sao không đi xem vua trẩy? Cám tâu là vì dì bắt đi hái dâu. Vua cho ướm chân vào hài thì vừa như in. Vua bèn lấy làm vợ, gọi là Ỷ Lan.
Ỷ Lan làm vợ vua lâu ngày vẫn chưa có con. Đại Điên gặp Nguyễn Bông (là người vua sai đến chùa) hỏi: "Có muốn làm hoàng tử không?". Bông đáp: "Muốn". Đại Điên dặn Bông lẻn vào buồng tắm của hoàng hậu trong lúc Ỷ Lan đang tắm. Kết quả, việc làm của Bông bại lộ, Bông bị án chém. Tối hôm ấy, Thánh Tông mộng thấy một tiên ông đưa đến cho một đứa con trai. Quả nhiên Ỷ Lan có mang đẻ ra một hoàng tử. Nhưng hoàng hậu họ Dương lại bắt trộm mất hoàng tử, nói dối là con do mình đẻ ra, và thay vào một con mèo nói là con của Ỷ Lan. Lớn lên, hoàng tử nhận ra mẹ đẻ của mình và giết chết hoàng hậu họ Dương cùng bảy mươi mốt cung nữ.
Ở Bắc Ninh còn có người kể xen vào những tình tiết khác. Ví dụ: "một trong bốn cái lọ đào được có một lọ nước thần. Nhờ lọ nước, Cám tắm vào, da dẻ trở nên trắng trẻo, người đẹp tuyệt trần". Hay là: "do Đại Điên bày vẽ, Bông lẻn vào trước buồng tắm của Ỷ Lan, bới cát nằm xuống tự vùi mình, khi Ỷ Lan dội nước, cát trôi, Bông lộ nguyên hình".

### Phiên bản của G. Jeanneau
Sau đây là nội dung truyện kể ở miền Nam mà G. Jeanneau, người sưu tầm truyện cổ Việt Nam sớm nhất đã ghi được ở Mỹ Tho năm 1886.
Có hai vợ chồng sinh hai cô gái Tấm và Cám, là con sinh đôi. Cám được bố mẹ chăm nom chiều chuộng rất mực, còn Tấm thì bị đối đãi như tôi đòi. Một hôm người cha cũng giao cho mỗi con một cái giỏ, bảo đi bắt cá, ai bắt được nhiều hơn thì được gọi bằng chị. Tấm được nhiều hơn, nhưng Cám bảo đưa giỏ cho mình giữ hộ để đi hái rau thơm về kho cá. Tấm trở về thì bao nhiêu cá đã bị Cám lấy mất chỉ còn một con bống mú. Do đó Cám được làm chị. Cũng như truyện kể ở miền Bắc, Tấm được thần hiện lên bày cho cách nuôi cá bống mú, nhưng nuôi được ít lâu cá cũng bị Cám tìm cách bắt ăn thịt. Thần hiện lên bày cách bỏ xương cá vào hũ chôn xuống đất, sau sẽ được nhiều vật quý. Một con gà cũng mách cho Tấm chỗ vùi xương bống. Sau ba tháng mười ngày, Tấm đào lên quả được áo quần đẹp và một đôi giày. Một hôm Tấm đem giày đi ra đồng bị ướt, phải đem phơi, bỗng một con quạ cắp mất một chiếc đem bỏ vào cung vua. Hoàng tử bắt được cho rao mời đàn bà con gái mọi nơi về thử, ai đi vừa sẽ lấy làm vợ. Cám được bố mẹ cho ăn mặc đẹp trẩy kinh, còn Tấm thì phải ngồi nhặt một mớ đậu và vừng trộn lẫn. Thần cho bồ câu đến giúp (có người kể con quạ lần trước tha giày đến bày cho Tấm cách sàng để nhặt được nhanh). Sau đó Tấm đến kinh thử giày, và trở thành vợ Hoàng tử.
Một hôm, Tấm nghe tin bố đau nặng bèn về thăm. Thật ra Tấm bị lừa, dưới giường chỗ bố nằm có để nhiều tấm bánh đa nướng để khi trở mình nghe tiếng răng rắc. Tấm tưởng bố gãy xương thương lắm, khóc rưng rức. Rồi Tấm cởi áo trèo cau theo lời bố. Cây cau bị Cám chặt gãy, Tấm rơi vào hố nước sôi chết. Nhờ có mặt mũi giống Tấm, Cám mặc áo quần rồi vào cung mà không ai biết, kể cả hoàng tử, nhưng hoàng tử ngày một nguội lạnh với Cám. Tấm hóa thành chim quành quạch, và cũng như truyện kể ở miền Bắc, chim bay vào cung gặp Cám đang giặt áo. Chim cũng nói câu: "Phơi áo chồng tao..." và sau đó cũng được hoàng tử đem về nuôi ở lồng. Cám cũng bắt chim ăn thịt và nói rằng mình có mang thèm ăn thịt chim. Chỗ vứt lông chim mọc lên một măng tre, sau đó bị Cám chặt làm thức ăn. Vỏ măng hóa thành một cây thị chỉ có mỗi một quả, mỗi lần hoàng tử ở nhà thì cành lá xòa xuống thấp, nhưng khi đi vắng thì cây vươn lên cao vút, vì thế Cám muốn hái thị ăn mà không được. Sau đó thị rơi vào bị một bà lão ăn mày. Tiên nữ trong quả thị cũng nhiều lần hiện ra giúp bà lão, sau cùng bà lão cũng rình bắt được, bèn xé nát vỏ thị.
Một hôm, Tấm hóa phép làm cỗ bàn rất linh đình để dọn cúng chồng bà lão, nhưng lại ép nài bà đi mời hoàng tử tới dự. Hoàng tử đòi phải có thảm trải từ cung đến nhà mới chịu đi. Quả có thảm trải thật, lại có cả miếng trầu têm rất đẹp làm hoàng tử chú ý, hỏi thì bà lão nói dối là mình têm. Hoàng tử bảo bà thử têm cho mình xem. Tấm hóa làm con ruồi vẽ cho bà cách têm, nhưng khi hoàng tử đuổi ruồi thì bà lão lại không têm được, đành phải thú thật là do con gái mình têm. Nhờ đó hoàng tử gặp lại vợ cũ.
Đoạn kết, Cô Cám hỏi Tấm làm sao lại đẹp. Tấm thật thà nói nhờ việc ngã vào hố nước sôi. Cám nghe theo, nhảy vào nước sôi mà chết. Tấm liền làm mắm gửi cho dì ghẻ, dì ghẻ cũng khen ngon, rồi cũng có con quạ đến mách và bị đuổi. Khi ăn gần hết, thấy đầu lâu con gái mẹ Cám lăn ra chết.

### Phiên bản của Dumoutier
Học giả Dumoutier có sưu tầm được một dị bản, cũng ở Bắc Ninh, có lẽ xuất phát từ nguồn gốc thần tích về Ỷ Lan.
Vào cuối thời Hùng Vương, có một người tên là Đào Chí Phẩm ở làng Lãm-sơn, huyện Quế Dương (Bắc Ninh), vợ sinh được một con gái là Tấm rồi mất. Đào Chí Phẩm lấy vợ sau là Thị Cao sinh được Cám. Khi chồng chết, Thị Cao bạc đãi con ghẻ. Các tình tiết bắt cá, nuôi bống, ăn thịt bống, nhặt xương bống chôn dưới gầm giường, và đổ lẫn các giống hạt bắt nhặt (ở đây là các giống đỗ) v.v... đều đại khái giống với các truyện Tấm Cám đã kể. Khi Bụt mách cho Tấm đào những lọ dưới chân giường, Tấm đào được trong lọ một cô gái hầu, các lọ kia là áo giày và ngựa (nhưng về sau không thấy cô gái hầu xuất hiện trong các tình tiết kế tiếp). Do chiếc giày của Tấm đánh rơi khi đi xem hội, mà hoàng tử tìm được Tấm. Thấy nàng đẹp, hoàng tử muốn lấy làm vợ, Tấm bảo về hỏi người mẹ ghẻ. Hoàng tử phái quan đến hỏi, Thị Cao thuận gả nhưng đến ngày cưới lại bảo Tấm đi chơi xa, rồi lấy áo quần Tấm mặc cho Cám, đưa Cám vào cung. Tấm về thất vọng nhảy xuống giếng chết. Hồn Tấm hóa thành chim vàng anh bay vào cung. Thấy Cám giặt áo cho hoàng tử, chim cũng dặn không được phơi bờ rào "rách áo chồng tao". Nghe nói thế, hoàng tử biết mẹ con Thị Cao lừa gạt, bèn hỏi chim: - "Có phải vợ anh chui vào tay áo". Chim bay ngay vào tay áo.
Truyện không nói đến những hành vi độc ác của Cám và mấy lần tái sinh của Tấm mà cho rằng Cám thấy chim, biết đó là chị nó thì sinh ra hối hận, bèn nhảy xuống giếng chết. Dumoutier còn cho biết, người ta thờ chung cả hai cô vào một đền ở Lãm Sơn. Những lúc có hạn hán, dân làng đến đây cầu đảo thường nghiệm.

## Nhận định về Tấm Cám
Tấm Cám là một trong những mô-típ truyện cổ tích phổ biến nhất thế giới. Học giả nổi tiếng Yeleazar Meletinsky trong "Nhân vật trong truyện cổ tích thần kỳ" xuất bản ở Mat-xcơ-va năm 1958 cho biết, con số dị bản của truyện Tro bếp (tên nhân vật chính của loại truyện Tấm Cám ở châu Âu, tức Cinderella) trên thế giới đã lên đến năm trăm và còn có thể nhiều hơn nữa. Tuy nhiên, theo nhận định của các giáo sư soạn Kho tàng Cổ tích Việt Nam, truyện của ta cũng như truyện của Champa, v.v... cũng là loại dị bản đặc biệt. Nếu một truyện cổ tích có thể phân đoạn được thì truyện Tấm Cám của ta có thể chia làm ba đoạn, mỗi đoạn có một chủ đề với những hình tượng như sau:
1. Mâu thuẫn giữa dì ghẻ và con chồng tập trung quanh hình tượng chủ yếu là con cá bống và đôi giày.
2. Những cuộc tái sinh của Tấm xoay quanh hình tượng chủ yếu là con chim vàng anh và quả thị.
3. Cuộc báo thù của Tấm với hình tượng lọ mắm làm bằng thịt Cám, trong đó có cái đầu lâu Cám.

Những truyện của các dân tộc thường chỉ có một hoặc hai đoạn có thể kết hợp hay không với một vài hình tượng của truyện khác. Trước hết, cũng nên nói đến một loạt dị bản mà trong đó sự khác biệt với truyện của ta là ở chỗ, trong đoạn đầu còn có thêm nhân vật bà mẹ cô Tấm. Bà cũng bị giết và hóa thành một bà tiên hay một con vật gì đó thỉnh thoảng lại hiện lên giúp Tấm vượt qua những khó khăn mà mụ dì ghẻ gây ra cho nàng:
- Truyện của đồng bào người Tày là Tua Gia Tua Nhi, cũng có đủ ba đoạn như truyện của ta. Ở đây bà mẹ là nàng tiên.
- Ở truyện Con rùa của Myanmar thì người mẹ là một con rùa.
- Truyện Thái Lan tên Con cá vàng cũng gần gũi với truyện Miến-điện. Người mẹ ở đây chính là con cá vàng.
- Ở một số truyện của người Thái, Tày, Nùng, thì mẹ cô gái nạn nhân của mụ dì ghẻ, đáng lý là rùa hay cá, lại là hổ. Ví dụ truyện Ò Pẻn Ò Kín của đồng bào người Nùng.

Hình tượng tái sinh nhiều lần của Tấm cũng là hình tượng quen thuộc trong nhiều truyện cổ tích của các dân tộc. Mô-típ dì ghẻ đánh tráo con mình thay con chồng làm vợ vua (hay hoàng tử) cũng được sử dụng phổ biến trong một loạt truyện cổ khác với dạng truyện Tấm Cám.

## Bình luận về đoạn kết và tranh cãi
Bấy lâu nay, kết thúc Tấm trả thù hai mẹ con ở đoạn kết luôn gây ra rất nhiều tranh luận. Nhiều ý kiến cho rằng hành xử của Tấm là "quá tàn nhẫn" nếu so với tính cách nhu mì hòa thuận của cô được miêu tả ngay từ đầu.
Một số các ấn bản như "Truyện cổ tích Việt Nam chọn lọc" của Nhà xuất bản Văn hóa - Văn nghệ biên soạn; cuốn "Truyện cổ tích Việt Nam" của Nhà xuất bản Văn học hay cuốn "Truyện Cổ tích Việt Nam đặc sắc" của Nhà xuất bản Văn học do Phúc Hải tuyển chọn, kết thúc của truyện là kịch tính. Cô Tấm hiền lành sau khi được trở lại cung thì trả thù mẹ con Cám. Đầu tiên, cô dội nước sôi cho Cám chết còng queo, sau đó mang Cám đi muối mắm và gửi hũ mắm đó cho mẹ ghẻ ăn. Bà mẹ ghẻ ăn đến hết hũ mắm thì thấy đầu lâu của con gái hiện ra mới uất ức quá mà lăn ra chết. Nhiều người lý giải rằng đây chính là sự trỗi dậy của cô Tấm - đại diện cho lòng căm thù của dân gian đối với cái ác và khẳng định cái ác sẽ bị trừng trị thích đáng. Tuy nhiên cũng rất nhiều ý kiến khác không ủng hộ đoạn kết này vì nó làm mất đi hình tượng cô Tấm hiền lành nết na của văn học dân gian Việt Nam.
Nhiều ấn bản khác như cuốn "Truyện cổ tích Việt Nam - Mẹ kể con nghe" của Nhà xuất bản Mỹ thuật; bộ "Kho tàng truyện cổ tích Việt Nam" cũng của Nhà xuất bản Mỹ thuật; bộ Truyện cổ tích Việt Nam dành cho thiếu nhi của Nhà xuất bản Văn Học...), truyện kết thúc khi mẹ con Cám xấu hổ bỏ đi và bị sét đánh chết - một sự trừng phạt của tự nhiên. Hoặc chỉ kết thúc đơn giản là Cô Tấm được hạnh phúc bên nhà Vua, còn mẹ con Cám đã bị trừng trị thích đáng. Cái kết này vẫn giữ được hình ảnh cô Tấm tốt bụng vị tha, đồng thời vẫn khẳng định được quan niệm của dân gian "ác giả ác báo", "lưới trời lồng lộng" làm việc ác khắc bị trừng phạt theo lẽ tự nhiên.

## Văn hóa
- Chèo Tấm Cám
- Phim Tấm Cám, trong chương trình Cổ tích Việt Nam tập 13 năm 2001
- Kịch thiếu nhi Tấm Cám của NSƯT Thành Lộc
- Phim điện ảnh Tấm Cám: Chuyện chưa kể
- Quảng cáo Yahoo năm 2008
- Music video Anh ơi ở lại của nữ diễn viên, người mẫu, ca sĩ Chi Pu
- Phim truyền hình Thế giới cổ tích (tập Tấm Cám)
- Bài hát Bống bống bang bang trong phim điện ảnh Tấm Cám: Chuyện chưa kể do nhóm 365 thể hiện
- Phim điện ảnh Cám